# Ryszard Nieszporek

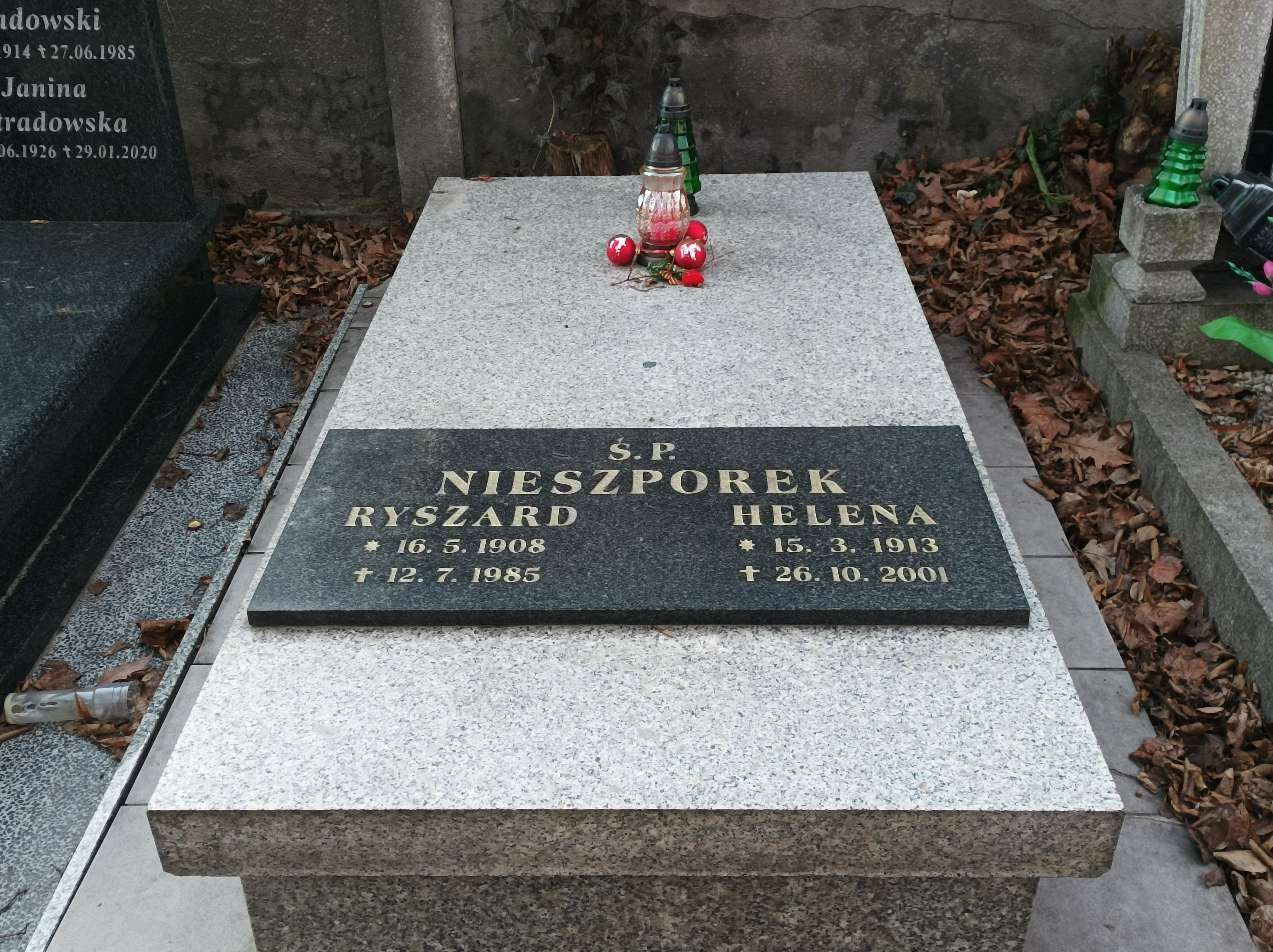
Grób Ryszarda Nieszporka na cmentarzu ewangelickim przy ul. Francuskiej w Katowicach

Ryszard Nieszporek (ur. 16 maja 1908 w Bielszowicach – ob. Ruda Śląska, zm. 12 lipca 1985 w Katowicach) – polski górnik i polityk, poseł na Sejm Ustawodawczy oraz na Sejm PRL I, II i III kadencji, minister górnictwa i energetyki (1949–1950), minister górnictwa (1950–1954).

## Życiorys
Uzyskał wykształcenie podstawowe, z zawodu górnik. Przed wojną więziony za działalność polityczną w Komunistycznej Partii Polski. Wstąpił do Polskiej Partii Robotniczej, a następnie do Polskiej Zjednoczonej Partii Robotniczej. W PZPR zastępca członka (1948–1959) i członek (1959–1964) Komitetu Centralnego.
Od marca 1945 do listopada 1948 wiceprzewodniczący, a następnie do kwietnia 1949 przewodniczący zarządu głównego Centralnego Związku Zawodowego Górników. Pełnił mandat poselski na Sejm Ustawodawczy oraz na Sejm PRL I, II i III kadencji. Był kolejno ministrem górnictwa i energetyki oraz ministrem górnictwa w latach 1949–1954, następnie w 1954 podsekretarzem stanu i I wiceministrem. W latach 1954–1964 przewodniczący prezydium Wojewódzkiej Rady Narodowej w Katowicach.
Od października 1964 do stycznia 1970 ambasador PRL w Bułgarii. Był przewodniczącym zarządu wojewódzkiego Towarzystwa Przyjaźni Polsko-Radzieckiej w Katowicach, w latach 1974–1983 członkiem prezydium Zarządu Głównego, a od 1983 członkiem Krajowej Rady TPPR.
Pochowany wraz z Heleną Nieszporek (1913–2001) na Cmentarzu ewangelickim przy ul. Francuskiej w Katowicach (kwatera 13-1-76).

## Odznaczenia
- Order Budowniczych Polski Ludowej (1978)[3]
- Order Sztandaru Pracy I klasy
- Krzyż Komandorski z Gwiazdą Orderu Odrodzenia Polski
- Złoty Krzyż Zasługi
- Medal 40-lecia Polski Ludowej
- Odznaka „Zasłużony Górnik PRL”
- Złoty Medal „Za zasługi dla obronności kraju”
- Srebrny Medal „Za zasługi dla obronności kraju”
- Brązowy Medal „Za zasługi dla obronności kraju”
- Odznaka 1000-lecia Państwa Polskiego (1963)[4]
- Tytuł „Zasłużony Działacz Towarzystwa Przyjaźni Polsko-Radzieckiej” (1984)[5]
- Złota odznaka „Zasłużonemu w rozwoju województwa katowickiego” (1960)[6]
- Order Jeźdźca z Madary I klasy (Ludowa Republika Bułgarii, 1970)[7]
- Order „Znak Honoru” (ZSRR, 1984)[8]
- Nagroda Trybuny Ludu (1979)[9]
- inne odznaczenia i wyróżnienia